# Casa 1
Casa 1 é uma organização não governamental (ONG) brasileira fundada em 2017 na cidade de São Paulo por Iran Giusti. Seu objetivo é abrigar e acolher pessoas entre 18 e 25 anos que foram expulsas de casa por serem LGBT.

## História
Em 2015, o jornalista Iran Giusti começou a abrigar pessoas LGBT expulsas de casa em seu apartamento. Com isso, teve a ideia de criar uma casa especificamente para acolher tais indivíduos. Giusti abriu uma campanha de crowdfunding para que o projeto se concretizasse, no final de 2016. Giusti firmou parcerias com o Ambulatório de Sexualidade da Universidade Federal de São Paulo, o Hospital Pérola Byington, e outros voluntários como advogados e psicólogos. Em 42 dias, Giusti conseguiu arrecadar 112 mil reais, e a casa foi fundada no dia 25 de janeiro de 2017. Em 2017, uma parceria com a Pepsi resultou na campanha "Rainbow", do salgadinho Doritos, que arrecadou 107 mil reais à Casa 1. No dia 15 de dezembro de 2018, a Casa 1 organizou um evento onde cerca de 40 casais homoafetivos se casaram. No final de 2018, Giusti anunciou nas redes sociais que a organização seria fechada devido a dificuldades financeiras. A popularidade da postagem fez com que arrecadasse dinheiro suficiente para continuar. Em junho de 2019, fez uma parceria com o Burger King, que lançou um milk-shake de arco-íris.
A Casa 1 oferece apoio psicológico e médico e também é um centro cultural e clínica social, contando com vários eventos e programações. Até 2021, já havia abrigado 380 jovens que recebiam moradia, alimentação, transporte e assistência social, e seu serviço de assistência já havia feito 40 mil atendimentos.